# 카산드라의 거울
《카산드라의 거울》(프랑스어 원제: Le Miroir de Cassandre)은 베르나르 베르베르의 장편소설이다. 프랑스에선 2009년에, 한국어 번역본은 열린책들 출판사에서 2010년 11월 25일 출간되었다.
소설의 주제는 미래를 보는 것, 자유, 추방, 인류의 미래, 자폐증 등이다. 주인공은 그리스 신화에 나오는 카산드라와 이름이 같고 밀접하게 연관되어 있는데, 미래를 보는 능력을 가졌지만 정작 자신의 과거는 기억하지 못하는 소녀이다.
베르베르의 다른 소설과 마찬가지로 3부분으로 나뉜다. 한국어판에선 "미래의 이야기"(Il sera une fois 있을 바이다), "현재의 이야기"(Il est une fois 있는 바이다), "과거의 이야기"(Il était une fois 있었던 바이다)로 번역되었다.